# Creusa (filha de Erecteu)
Creusa (em grego antigo, Κρέουσα, transl. Kréousa) era filha de Erecteu, rei de Atenas, e de Praxiteia (ou Prasiteia, ou Pasitea). Tinha como irmãs Orítia, Ctonia e Procris. Casou-se com Xuto (Xuthus em latim), rei de Iolco, na Tessália. É protagonista da tragédia Íon, de Eurípides. Porque ainda era criança, escapou da sorte de suas irmãs, que se ofereceram como vítimas expiatórias na guerra contra Eumolpo.

## Família
Erecteu, filho de Pandião I e Zeuxippe, se casou com Praxiteia, filha de Phrasimus e Diogenia, filha do deus-rio Cefiso. Eles tiveram três filhos, Cécrope II, Pandorus e Metion e quatro filhas, Prócris, Creusa, Ctonia e Orítia.
Xuto, filho de Heleno, foi expulso da Tessália pelos outros filhos de Heleno.

## Filhos
Ion e Aqueu, filhos de Xuto, nasceram em Atenas. Com a morte de Erecteu, Xuto foi apontado para escolher o próximo rei, e escolheu Cécrope II, sendo banido pelos demais pretendentes. Xuto e sua família foram viver na Egialeia, onde Xuto morreu.
A lenda conta que foi violada por Apolo em sua juventude, numa gruta da Acrópole de Atenas, e dessa união com o deus nasceu um filho, Íon. Creusa abandonou o recém-nascido, que foi recolhido por Hermes e levado ao templo de Apolo, em Delfos.
Na obra de Eurípides, desesperado por não poder conceber um filho com Creusa, Xuto foi com ela a Delfos para saber o motivo. O oráculo lhe sugeriu a adoção da primeira pessoa que encontrasse ao sair do templo. Era o jovem Íon, filho de Creusa e Apolo, que ela não reconheceu num primeiro momento. Só no final da história Atena lhe apareceu e contou que Íon era realmente seu filho.
Segundo Pseudo-Apolodoro, depois do período de infertilidade, ela deu à luz Aqueu, patriarca da estirpe dos aqueus e fundador da Civilização Micênica. Já Eurípides, na tragédia Íon, na qual Creusa é personagem importante, menciona que, além de Íon, ela teve com seu marido Xuto os filhos Aqueu e Doro.
Os filhos de Xuto e Creusa, Ion e Aqueu são, respectivamente, os ancestrais epônimos dos jônios e dos aqueus, assim como Doro e Éolo, filhos de Heleno, são dos dórios e eólios.

### Árvore genealógica (incompleta) baseada no Pseudo-Apolodoro
|  |  |  |  |  |  |  |  | Heleno | Heleno | Heleno | Heleno | Heleno | Heleno |  |  |  |  |      |      |      |      |       |       |       |       |       |       |      |      | Orseis | Orseis | Orseis | Orseis | Orseis | Orseis |     |     |  |  |        |        |        |        |        |        |  |  |  |  |  |  |  |  |  |  |  |  |  |  |  |  |  |  |  |  |  |  |  |  |
|  |  |  |  |  |  |  |  | Heleno | Heleno | Heleno | Heleno | Heleno | Heleno |  |  |  |  |      |      |      |      |       |       |       |       |       |       |      |      | Orseis | Orseis | Orseis | Orseis | Orseis | Orseis |     |     |  |  |        |        |        |        |        |        |  |  |  |  |  |  |  |  |  |  |  |  |  |  |  |  |  |  |  |  |  |  |  |  |
|  |  |  |  |  |  |  |  |        |        |        |        |        |        |  |  |  |  |      |      |      |      |       |       |       |       |       |       |      |      |        |        |        |        |        |        |     |     |  |  |        |        |        |        |        |        |  |  |  |  |  |  |  |  |  |  |  |  |  |  |  |  |  |  |  |  |  |  |  |  |
|  |  |  |  |  |  |  |  |        |        |        |        |        |        |  |  |  |  |      |      |      |      |       |       |       |       |       |       |      |      |        |        |        |        |        |        |     |     |  |  |        |        |        |        |        |        |  |  |  |  |  |  |  |  |  |  |  |  |  |  |  |  |  |  |  |  |  |  |  |  |
|  |  |  |  |  |  |  |  |        |        |        |        |        |        |  |  |  |  |      |      |      |      |       |       |       |       |       |       |      |      |        |        |        |        |        |        |     |     |  |  |        |        |        |        |        |        |  |  |  |  |  |  |  |  |  |  |  |  |  |  |  |  |  |  |  |  |  |  |  |  |
|  |  |  |  |  |  |  |  | Doro   | Doro   | Doro   | Doro   | Doro   | Doro   |  |  |  |  | Xuto | Xuto | Xuto | Xuto | Xuto  | Xuto  |       |       |       |       | Éolo | Éolo | Éolo   | Éolo   | Éolo   | Éolo   |        |        |     |     |  |  | Creúsa | Creúsa | Creúsa | Creúsa | Creúsa | Creúsa |  |  |  |  |  |  |  |  |  |  |  |  |  |  |  |  |  |  |  |  |  |  |  |  |
|  |  |  |  |  |  |  |  | Doro   | Doro   | Doro   | Doro   | Doro   | Doro   |  |  |  |  | Xuto | Xuto | Xuto | Xuto | Xuto  | Xuto  |       |       |       |       | Éolo | Éolo | Éolo   | Éolo   | Éolo   | Éolo   |        |        |     |     |  |  | Creúsa | Creúsa | Creúsa | Creúsa | Creúsa | Creúsa |  |  |  |  |  |  |  |  |  |  |  |  |  |  |  |  |  |  |  |  |  |  |  |  |
|  |  |  |  |  |  |  |  |        |        |        |        |        |        |  |  |  |  |      |      |      |      |       |       |       |       |       |       |      |      |        |        |        |        |        |        |     |     |  |  |        |        |        |        |        |        |  |  |  |  |  |  |  |  |  |  |  |  |  |  |  |  |  |  |  |  |  |  |  |  |
|  |  |  |  |  |  |  |  |        |        |        |        |        |        |  |  |  |  |      |      |      |      |       |       |       |       |       |       |      |      |        |        |        |        |        |        |     |     |  |  |        |        |        |        |        |        |  |  |  |  |  |  |  |  |  |  |  |  |  |  |  |  |  |  |  |  |  |  |  |  |
|  |  |  |  |  |  |  |  |        |        |        |        |        |        |  |  |  |  |      |      |      |      |       |       |       |       |       |       |      |      |        |        |        |        |        |        |     |     |  |  |        |        |        |        |        |        |  |  |  |  |  |  |  |  |  |  |  |  |  |  |  |  |  |  |  |  |  |  |  |  |
|  |  |  |  |  |  |  |  |        |        |        |        |        |        |  |  |  |  |      |      |      |      | Aqueu | Aqueu | Aqueu | Aqueu | Aqueu | Aqueu |      |      |        |        | Ion    | Ion    | Ion    | Ion    | Ion | Ion |  |  |        |        |        |        |        |        |  |  |  |  |  |  |  |  |  |  |  |  |  |  |  |  |  |  |  |  |  |  |  |  |